# Pirri
Pirri è una municipalità di Cagliari di 29 011 abitanti.
Situata nella porzione nordorientale del territorio di Cagliari, a circa 5 chilometri dal suo centro storico, e confinante con i comuni di Monserrato e di Selargius, la sua popolazione conta quasi un quinto della popolazione totale del capoluogo della Sardegna.

## Geografia fisica

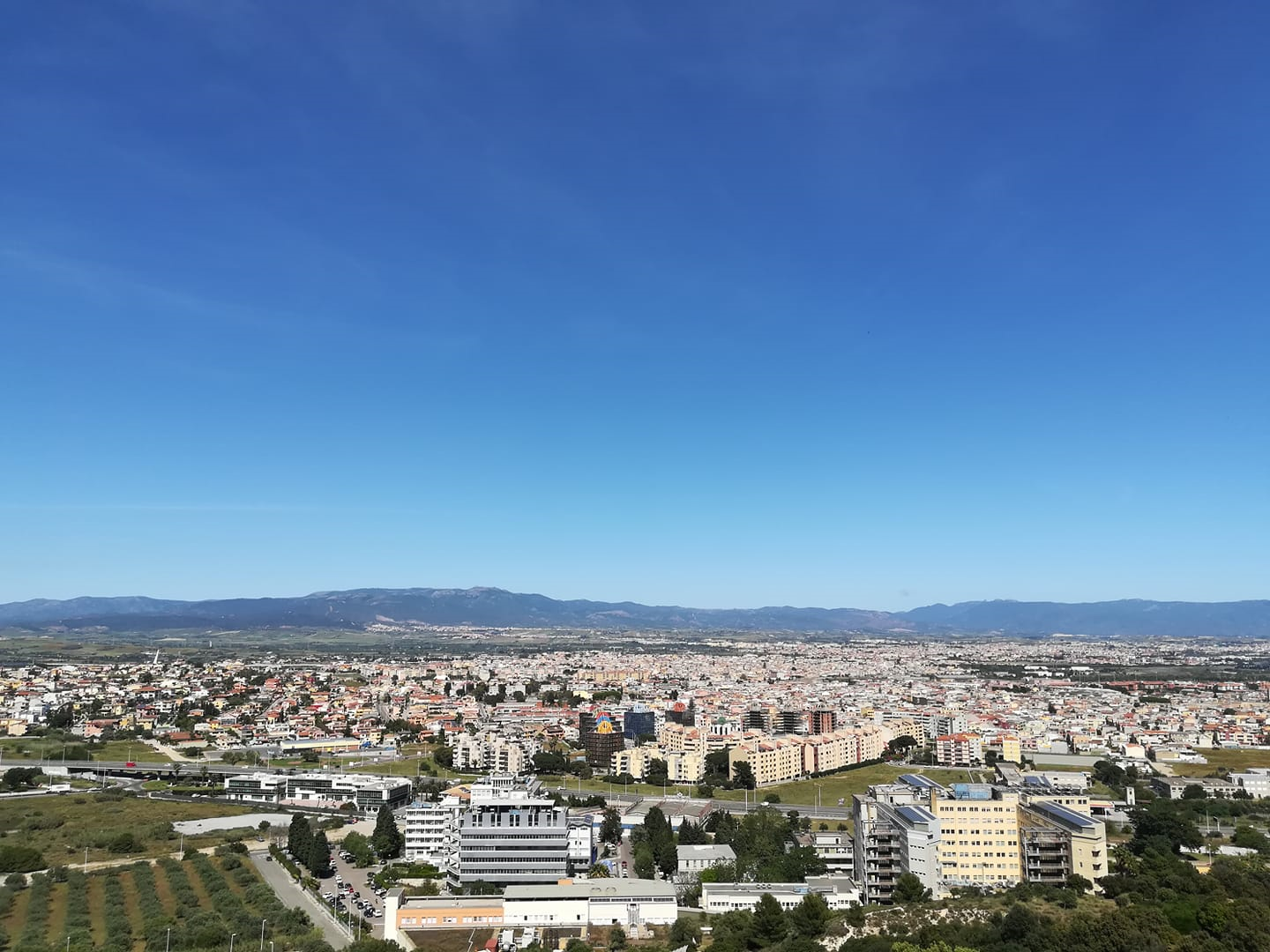
Panorama di Pirri dal Castello di San Michele: Dalla sinistra della foto la parte nord-orientale dell'abitato con il colle di Barraccamanna e Is Corrias che si estendono fino alla SS 554 e al confine con Monserrato, in primo piano i grattacieli di Monreale fino alla destra della foto con la parte sud-occidentale del quartiere di Monteleone e il confine cagliaritano di viale Francesco Ciusa

Situata a nord del centro cittadino di Cagliari e più precisamente a nord-est di San Michele, l'abitato storico di Pirri si trova in un incavo esteso dal parco di Monte Claro a sud-ovest fino al riu Saliu a nord-est. La municipalità poi si erge in un tratto collinare dai piedi del suo centro storico fino al confine a nord-ovest delimitato dalla strada statale 554 Cagliaritana denominato colle di Barracca Manna, periferia dell'abitato stesso e punto più elevato. L'area è prevalentemente urbanizzata per quasi la totalità della sua estensione. Solo nel quartiere di Is Bingias-Terramaini è presente l'omonimo parco, dell'estensione di 8 ettari, nato da un'opera di bonifica, adiacente all'omonimo canale, con al suo interno anche uno specchio di acqua stagnante facente parte del bacino del vicino stagno di Molentargius. Grazie ad esso è presente una variegata flora e fauna, tra cui il fenicottero rosa spesso di passaggio nelle sue migrazioni tra le varie zone umide dell'hinterland cagliaritano, e il gabbiano reale.
La municipalità è da anni colpita da cicliche alluvioni anche a causa del bacino idrografico stravolto dalla rapida antropomorfizzazione e urbanizzazione del territorio nel XX secolo. In occasione della ristrutturazione di un supermercato nel quartiere di Is Bingias-Terramaini, emerse dalla relazione geologico-ambientale che in prossimità dell'omonimo canale è presente un compluvio delle acque pluviali ormai completamente alterato dall'urbanizzazione dell'area, che drena le acque provenienti dal bacino idrografico che nasce nella zona di piazza d'Armi, sul colle di Buoncammino, nel quartiere di Castello. L'evoluzione del territorio e dell'urbanizzazione dell'area nell'ultimo quarantennio determinarono la completa alterazione del naturale reticolo idrografico. L'espansione del centro di Pirri verso il canale di Terramaini ha infatti determinato progressivamente l'eliminazione dei canali di raccolta delle acque a pelo libero, e viceversa la realizzazione di strade e urbanizzazioni che hanno profondamente modificato il deflusso naturale delle acque. La mancanza di attenzione verso i corsi d'acqua e il drenaggio naturale delle acque ha determinato la realizzazione di interventi che hanno determinato un aumento del rischio idraulico, configurandosi come ostacoli e impedimento al naturale del corso d'acqua. Per risolvere tale problema nel corso degli anni 2000 sono stati realizzati diversi vasconi artificiali di raccolta dell'acqua piovana e sono in corso di realizzazioni dei canali sotterranei per convogliare nuovamente l'acqua nel canale di Terramaini a valle del centro abitato.

## Origine del nome
Il significato del nome è incerto ma si ipotizzano diverse teorie. Il canonico sardo Giovanni Spano, archeologo ma anche filologo vissuto nel XIX secolo, nel 1872 fornì una doppia interpretazione: da un lato si rifà al fenicio pir, ossia "frutto"; dall’altro al greco πῦρ πυρός, piro, ovvero "fuoco". La prima si riferirebbe infatti al periodo dei Fenici (IX-VI secolo a.C.) e dei punici (VI-III secolo a.C.) in Sardegna in cui l'abitato era forse ricco di alberi fruttiferi, di orti e giardini. Per la seconda ipotesi invece allora si dovrebbero ipotizzare le origini al tempo dei coloni greci (VIII secolo a.C.).
Una tradizione invece individua l'origine del nome nei fuochi accesi nelle antiche abitazioni, il cui valore era visibile da lontano o allude a un tempio sacro al sole che, secondo lo storico settecentesco Salvatore Vitale, sorgeva sul posto (un altro tempio, dedicato alla Luna, si sarebbe trovato nel luogo dove poi fu edificata la chiesa di Santa Maria Chiara).  Il fuoco è stato rappresentato anche nel gonfalone. Altre due interpretazioni si rifanno anch'esse ad un'impronta classica: Pirri potrebbe significare "rosso di capelli", "fulvo" o indicare la proprietà di Pirro, dall'antroponimo latino Pirrius.

## Storia

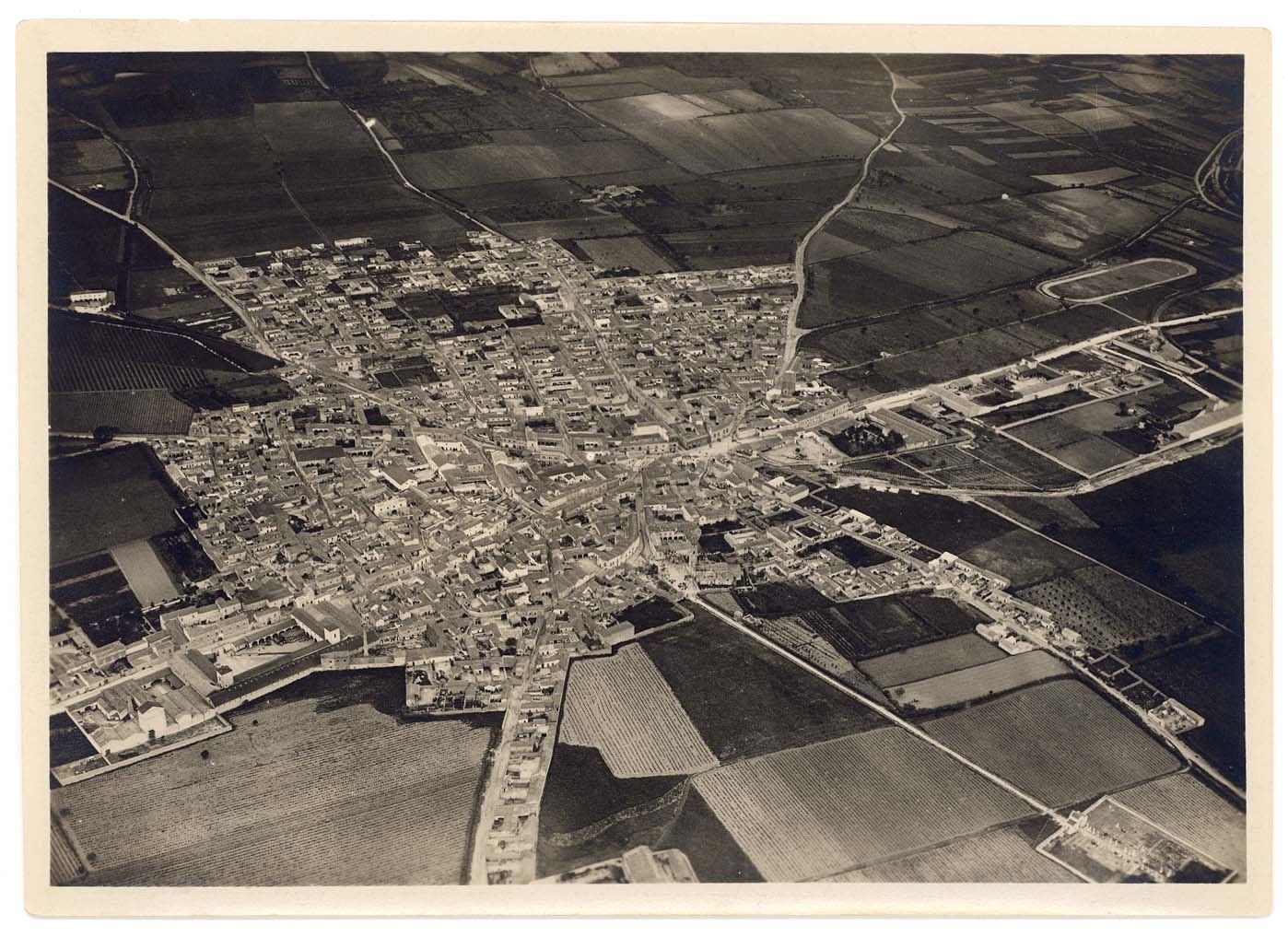
Veduta di Pirri nel 1921 scattata da un dirigibile. La foto mostra una panoramica del centro abitato pirrese con al centro piazza Italia e sulla estrema sinistra il viale Francesco Ciusa. Si nota come al di fuori del centro storico le aree erano prettamente territorio agricolo e di campagna, mentre ora buona parte di tali aree sono state urbanizzate

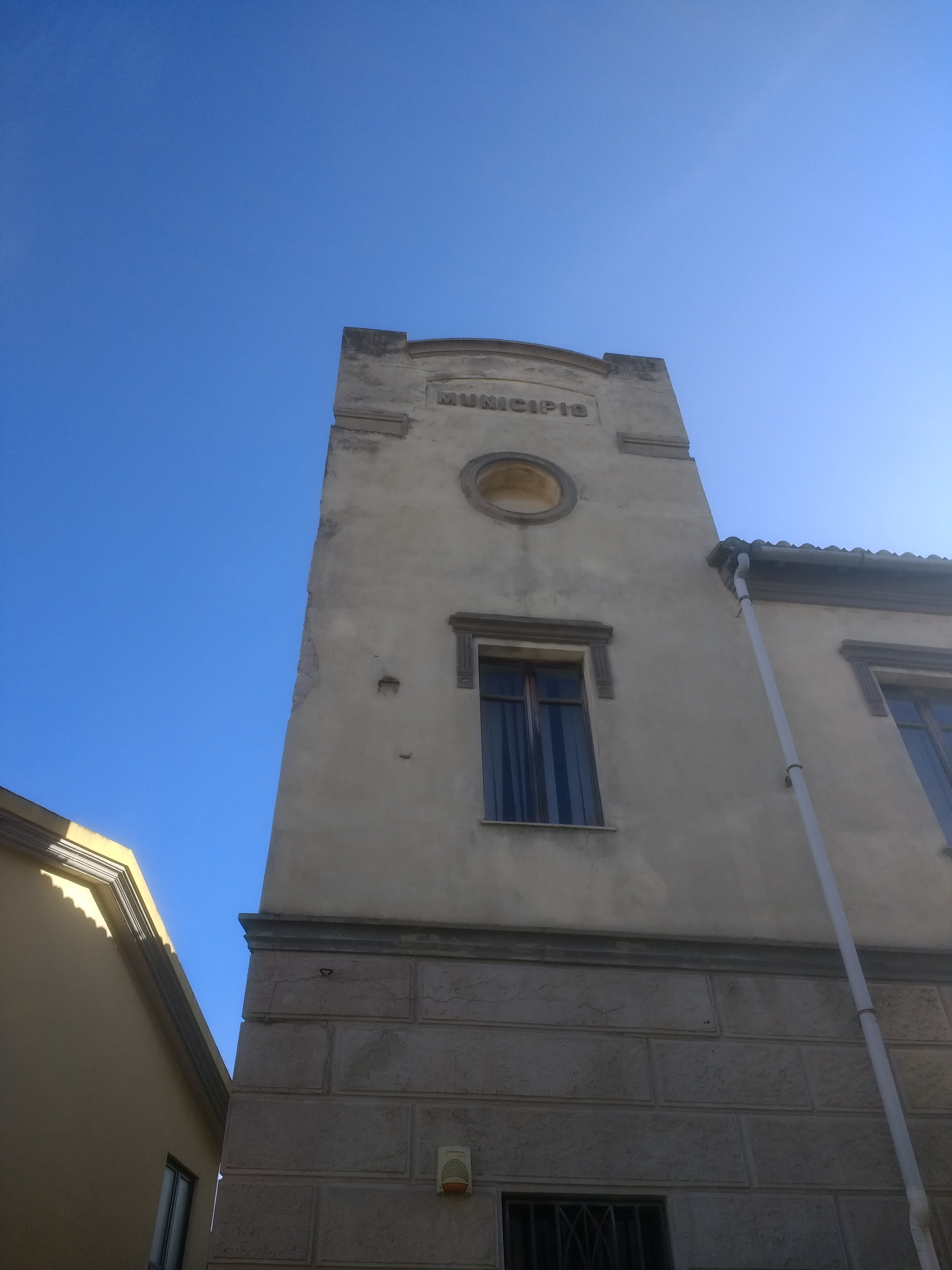
La torre dell'ex palazzo civico di Pirri in via Alberto Riva Villasanta. Si riconosce la scritta Municipio risalente al XX secolo quando l'abitato era un comune autonomo

Le documentazioni sulla storia del borgo sono frammentarie, ma è noto che l'area fu abitata già in epoca romana, avendo trovato sul territorio numerose vestigia, reperti ed epigrafi che denotarono un orientamento allo sfruttamento primario delle risorse agricole e al settore primario. Tale matrice rimase anche dal Medioevo in poi.
L'abitato attuale, formatosi già comunque in epoca romana, si sviluppò principalmente in epoca medievale, facendo parte del giudicato di Cagliari, nella curatoria del Campidano di Càlari. Nel Medioevo nelle fertili pianure furono eretti numerosi monasteri, di certosini, camaldolesi, celestini e claravallesi.
Successivamente si trovò coinvolta nella lotta che le grandi potenze marittime di Pisa e Genova intrapresero per garantirsi il predominio sulla Sardegna e nel 1258, alla caduta del giudicato, passò sotto il controllo pisano. Il nome Pirri comparve per la prima volta proprio nel trattato di pace stipulato da Genova e Pisa nel 1288. Dopo la dominazione pisana, anche Pirri fu oggetto della conquista aragonese della Sardegna, facendo parte del Regno di Sardegna di dominazione spagnola. Nel 1326, insieme agli abitati vicini di Quarto (l'attuale Quartu Sant'Elena), San Vidrano (centro ormai sparito e localizzabile nell'attuale Quartiere Europeo nel comune di Cagliari), Quartuccio (oggi Quartucciu), Fluminella e Sebolla, venne concessa in feudo al catalano Guglielmo Sorell.
Come le altre ville infeudate della Sardegna il primo embrione del municipio di Pirri sorse nel XVIII secolo, quando nell'isola furono istituiti i Consigli comunitativi, prima forma di rappresentanza municipale. Fece poi parte della baronia di Quartu, concessa in feudo nel 1426 ad Antonio De Sena e sotto la giurisdizione dei marchesi di Villamarina. Il paese subì numerose epidemie di peste, nel 1539, nel 1636 e nel 1652. Fu anche attaccata più volte dai corsari e soffrì nel 1603 un'invasione di cavallette mentre nel 1613 subì un terremoto. All'inizio del XVI secolo, sotto gli spagnoli, divenne un feudo regio, amministrato cioè direttamente da funzionari del re di Spagna e non da signori feudali. Con un Regio Decreto, il 26 settembre 1771 furono istituiti i Consigli Comunali e divenne comune autonomo. All'inizio del XVIII secolo però fu ridato in feudo alla famiglia dei Pes, ai quali fu riscattato nel 1839 con la soppressione del sistema feudale. Nel 1848, a seguito della promulgazione della legge n.295, la cosiddetta fusione perfetta del 1847, ovvero la fusione dei territori insulari del Regno di Sardegna con quelli peninsulari, e con successivo regio decreto del 7 ottobre 1848 in cui era stata decretata la riforma della legge comunale e provinciale, il comune di Pirri fu riconosciuto come ente autonomo. La successiva legge 23 ottobre 1859 n. 3702 diede un nuovo assetto territoriale al Regno e nel 1865 il comune di Pirri assunse la struttura politico amministrativa propria del comune moderno. In quegli anni il centro abitato pirrese cominciò ad estendersi, soprattutto attorno alla piazza principale e alle vie del centro storico e divenne un centro di immigrazione per gli abitanti di altri paesi sardi, mentre i cagliaritani che possedevano una casa a Pirri erano soliti passarvi la primavera. Dopo le ristrettezze e il sacrificio di giovani pirresi nel corso della prima guerra mondiale, durante il ventennio del regime fascista anche le strade di Pirri furono interessate dalle scorribande delle camicie nere e si svilupparono centri e circoli culturali legati al fascismo. La vita fu completamente fascistizzata, attraverso le feste e le istituzioni create da Mussolini.
L'ente rimase in vigore fino al 26 aprile 1928 quando proprio il regime fascista accorpò l'abitato, assieme a Monserrato, Quartucciu e Selargius a Cagliari per far arrivare il capoluogo a oltre centomila abitanti e dare una prova di forza e di grandezza con i grandi centri urbani. Nel corso della seconda guerra mondiale Pirri, stretta tra Cagliari e Monserrato, obiettivi dei bombardamenti nemici, visse un periodo di sfollamento.
Nel XX secolo, con la crescente urbanizzazione, Pirri e Cagliari si sono sempre più avvicinate costituendo un unico agglomerato urbano e la frazione si è integrata sotto tutti gli aspetti: i campi hanno lasciato spazio alle abitazioni, e il centro è diventato parte della cintura periferica e residenziale del capoluogo. Politicamente, nei primi anni 2000 presero voce numerose richieste di autonomia che culminarono nel 2006 con l'acquisizione dello status di municipalità.

### Simboli

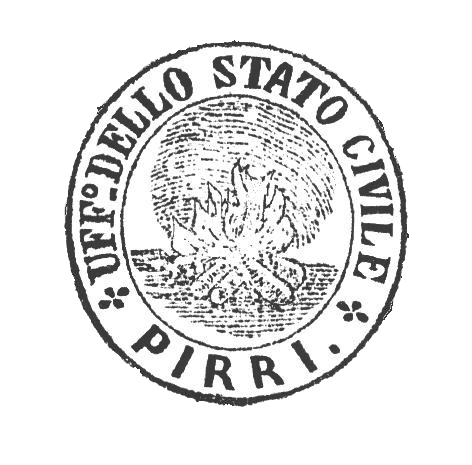
Sigillo dell'Ufficiale dello stato civile di Pirri, risalente al XIX secolo, al tempo comune autonomo

Nel sigillo del vecchio Ufficiale dello stato civile di Pirri (risalente quindi a non prima del 1865, anno di istituzione dello stesso) erano infatti raffigurati alcuni tizzoni ardenti dai quali si sprigionavano delle lingue di fuoco. Non risultano simboli antecedenti ad esso, anzi è documentato che quattro anni prima, il 20 gennaio 1861, l'allora comune autonomo venne invitato a partecipare all'esposizione nazionale italiana del 1861 a Firenze e il governatore della provincia di Cagliari chiese una somma di 50 lire per la produzione dello stemma comunale, ma il municipio rispose che le finanze del comune non consentivano tale erogazione e che Pirri non era dotata di alcun stemma comunale all'epoca.
Nel 1998, utilizzando un concorso indetto dall'allora frazione di Pirri per gli studenti delle scuole della frazione, si decise di elaborare un nuovo simbolo, che riprendesse tali elementi, da inserire nel gonfalone della città. Nel 2006 con l'instaurazione del nuovo ente municipale venne ufficializzato e la blasonatura riporta la seguente dicitura:
L'ente, non essendo comune autonomo, ha nello statuto normato solo il gonfalone e non lo stemma, tuttavia l'immagine presente nel gonfalone è sovente utilizzata anche come stemma nella carta intestata e nei documenti ufficiali della municipalità.

## Monumenti e luoghi d'interesse

### Architetture religiose

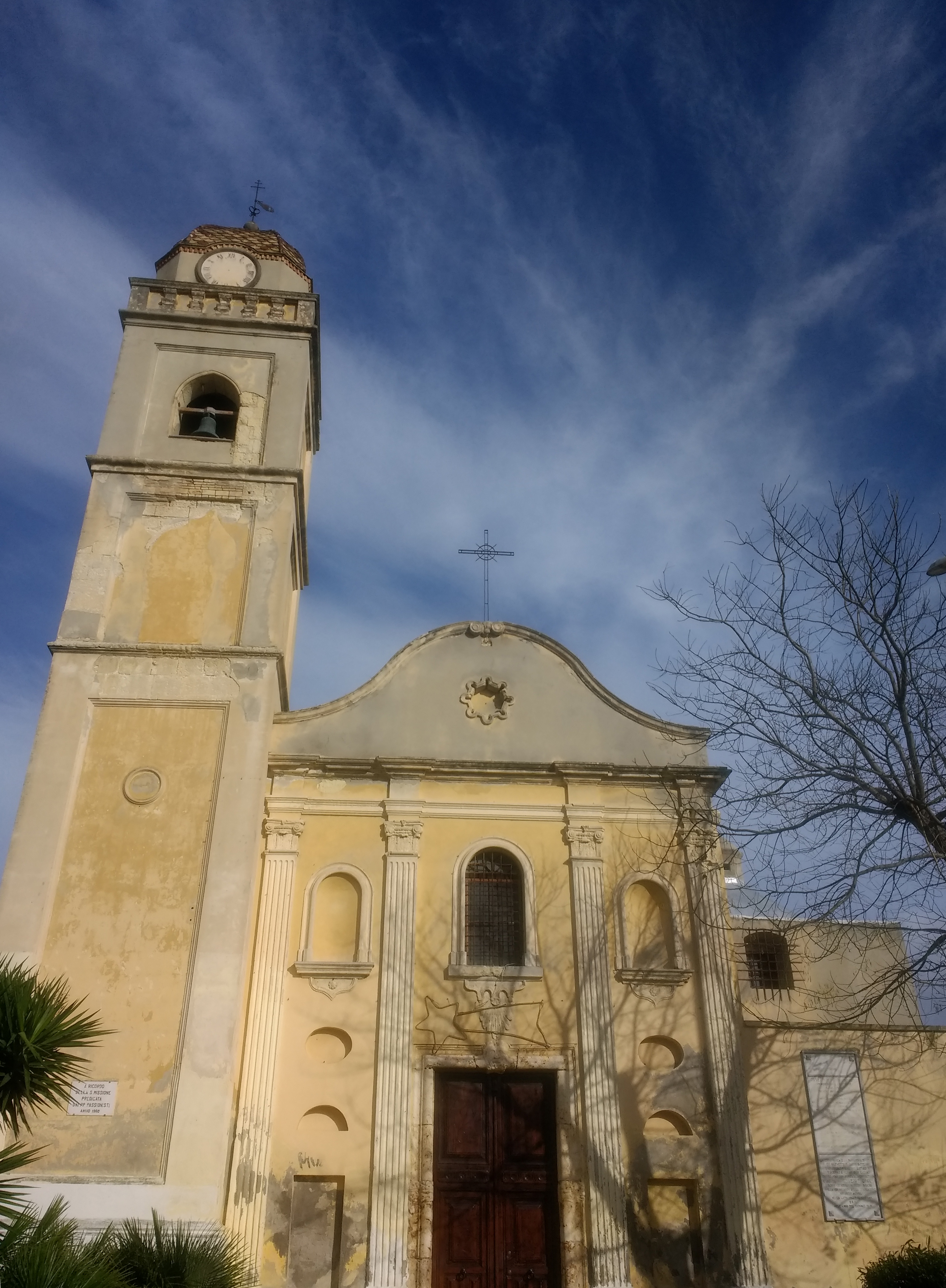
Facciata della chiesa parrocchiale di San Pietro

- Chiesa di San Pietro Apostolo: risalente al XVI secolo e ristrtutturata e ampliata tra 1619 e il 1652, era l'unica della frazione sino agli anni cinquanta. L'edificio era con pianta a croce latina e l'attuale struttura presenta elementi stilistici del gotico catalano, del classicismo e del barocco. Nel campanile è custodita una campana del 1757 che reca un'iscrizione in spagnolo.[17]
- Chiesa di Santa Rosalia: Situata in un'area già luogo di culto della santa, la cui venerazione è attestata già dal 1659,[18] la sua edificazione risale al 1756 e si deve al reverendo Gerolamo Simoni che migliorò l'edificio con la costruzione di alcune cappelle laterali. Nel 1911 il monumento diventò un lazzaretto durante l'epidemia di colera e fu riaperto al pubblico nel 1983.[19]
- Chiesa di San Giuseppe: Eretta negli anni cinquanta, i lavori terminarono dopo otto anni nel 1966. Lo stile dell'edificio è caratterizzato da semplici linee unite a forme geometriche. Abbellita con un viale in pietra, aiuole e palme che lo precede, sulla facciata si aprono tre portoni in legno sormontati da un'apertura di forma ogivale.[20]
- Cimitero monumentale di Is Bingias: Progettato fin dalla seconda metà del XIX secolo per essere realizzato in una zona esterna all’abitato e adeguarsi così alle norme di sanità pubblica della Legge 20 marzo 1865, fu realizzato solo nel 1912 a un centinaio di metri dalla chiesa di San Pietro dove fino ad allora venivano inumati i corpi e consacrato il successivo 8 novembre 1913 dall’arcivescovo di Cagliari Monsignor Francesco Rossi. L’ingresso del cimitero è caratterizzato da un grande portale ad arco e al suo interno sono presenti diversi pregevoli monumenti funerari che riportano le sembianze dei defunti o figure allegoriche. Il cimitero è stato ampliato negli anni per le esigenze della popolazione in aumento.[21]

### Architetture civili
Vista la rinomata attività vinicola e propensione agricola del centro abitato, sono dislocate nel centro storico diverse abitazioni con la tipica struttura della cosiddetta casa campidanese, un tempo possedute dai proprietari terrieri o dai commercianti che periodicamente si recavano a Pirri, essendo esso luogo di produzione e trasformazione di vino ma anche di aceto e distillati. Sono saltuariamente visitabili le seguenti:
- Casa Saddi-Grippo (via Balilla)
- Casa Mulas-Meloni (via Enrico Toti)
- Casa Scioni (via Balilla)
- Casa Puddu (via dei Doria)
- Casa Saddi (via Enrico Toti)
- Casa Lai (via San Quintino)
- Casa Cara Zanda (via Alessandro III)

Sempre per quanto riguarda la produzione vinicola, all'interno del parco dell'ex Vetreria si trova ancora un edificio con una torre in stile Art Nouveau dedito un tempo alla distillazione e che sulla facciata presenta ancora l'iscrizione Stefano Rocca Ancis: produzione vini e spiriti, nome del primo proprietario dello stabile.
In piazza Italia, si trova poi l'ex Dazio, un locale realizzato negli anni 1920. Il nome deriva dall'utilizzo originario, ovvero la riscossione delle imposte, poi successivamente venne utilizzato per la pesatura dell'uva portata in piazza coi carretti, e infine come sede della Pro loco. Grande 30 metri quadri, la sua semplice facciata di color giallo ocra riporta delle scritte in rilievo "Imposta Consumo" e "Pro loco Pirri" con un carattere razionalista.

### Aree verdi
- Parco di Terramaini: situato in via Andrea Vesalio ha una superficie totale di 127 000 m².
- Parco Giardino Ex Vetreria: la superficie totale, comprendente il parco annesso, è di 25 000 m².

## Società

### Evoluzione demografica
Abitanti censiti

| Quartiere                           | Popolazione | Area (km2) | Densità (Pop./km2) |
| ----------------------------------- | ----------- | ---------- | ------------------ |
| Barracca Manna                      | 2246        | 0,553      | 4063               |
| Is Campus-Is Corrias                | 3777        | 0,843      | 4481               |
| Villa Doloretta                     | 1658        | 0,352      | 4707               |
| Monreale                            | 1220        | 0,170      | 7174               |
| San Giuseppe-Santa Teresa-Parteolla | 8360        | 0,898      | 9308               |
| Is Bingias-Terramaini               | 2700        | 2,158      | 1251               |
| Monteleone-Santa Rosalia            | 9050        | 0,855      | 10580              |
| Totale                              | 29011       | 5,829      | 5937               |

L'atlante demografico del comune di Cagliari aggiornato al 31 dicembre 2022 mostra i dati relativi alla popolazione dei singoli quartieri di tutta la città, quelli di Pirri compresi. Nel confronto tra il 2002 e il 2020 c'è stata una discreta diminuzione, soprattutto nei due quartieri più vecchi come Is Bingias (-6,1%) e Monteleone-Santa Rosalia (-7,0%) mentre son rimasti pressoché stabili i quartieri come Monreale, San Giuseppe e Barracca Manna (con variazioni dal -1,5% al +2,7% di quest'ultimo). Il quartiere di Villa Doloretta risulta molto volatile, considerando che presentava una crescita del 14% fino al 2018 ma nei successivi due anni ha visto andare via oltre 200 residenti ritornando ai valori di 18 anni prima. Il quartiere di Is Corrias invece è l'unico fuori scala (+78,9%) essendo il quartiere di più recente costruzione e ancora in fase di sviluppo. Solo quest'ultimo registra poi una maggioranza di residenti di sesso maschile, con tasso di mascolinità pari a 1,04. Is Corrias e Barracca Manna, essendo i quartieri più recenti e quindi con abitazioni pressoché abitate da giovani famiglie, risultano i quartieri più giovani (con 19,56% e 18,75% di persone over 65), mentre Is Bingias col 33,45% è il quartiere con più anziani.

### Etnie e minoranze straniere
Al 2023 sono 707 gli stranieri residenti nella municipalità. Dal 2017 al 2019 si concentrarono principalmente nel quartiere di Villa Doloretta, con addirittura un picco 15,1% di presenza straniera nel 2016, poi esso si riallineò in un anno (con un esodo di oltre dell'80% dei residenti) alla media dei restanti 6 quartieri che è pari al 2,38%. Il quartiere più popolato di stranieri è Monteleone-Santa Rosalia col 3,40% di residenti.
Le comunità più rappresentate sono:
- Ucraina: 108
- Romania: 104
- Filippine: 87
- Cina: 65
- Senegal: 54
- Kirghizistan: 30
- Nigeria: 21

Fino al 2018 si notava una maggiore presenza percentuale di stranieri provenienti dall'Africa, soprattutto dalla Nigeria, la quale risultava la prima comunità rappresentata mentre in tutta la città era solo al settimo posto, ma anche Gambia e Ghana avevano la quasi totalità dei residenti situati a Pirri. Con l'esodo da Villa Doloretta la distribuzione nella cartina politica si è pressoché riallineata a quella del capoluogo.

### Lingue e dialetti
Come da regolamento della municipalità, la lingua sarda è dichiarata patrimonio sociale della comunità locale ed è tutelata nella sua espressione, sia scritta che orale. Nei lavori del "Parlamentino", il presidente ed i consiglieri della municipalità possono esprimere in lingua sarda i loro interventi, previa consegna al segretario di una sintesi degli stessi, redatta in lingua italiana. Detta sintesi sarà utilizzata per i fini della verbalizzazione e sarà anticipata dall'oratore per favorire la comprensione a tutti i presenti. Gli atti aventi rilevanza giuridica debbono essere redatti in italiano.

### Religioni
Come nella città di Cagliari, il cattolicesimo è la religione più praticata e sono ivi presenti il maggior numero di edifici religiosi. Tuttavia è presente in via Legnano il centro promotore del buddhismo, nello specifico della filosofia Soka Gakkai: una scuola laica buddhista giapponese i cui insegnamenti si sono diffusi in tutto il mondo, talvolta definita come un nuovo movimento religioso, che pratica e diffonde il buddhismo così come fu codificato dal monaco riformatore Nichiren (日蓮 Nichiren?)  o secondo altri, una versione moderna dello stesso buddhismo Nichiren.

### Tradizioni e folclore

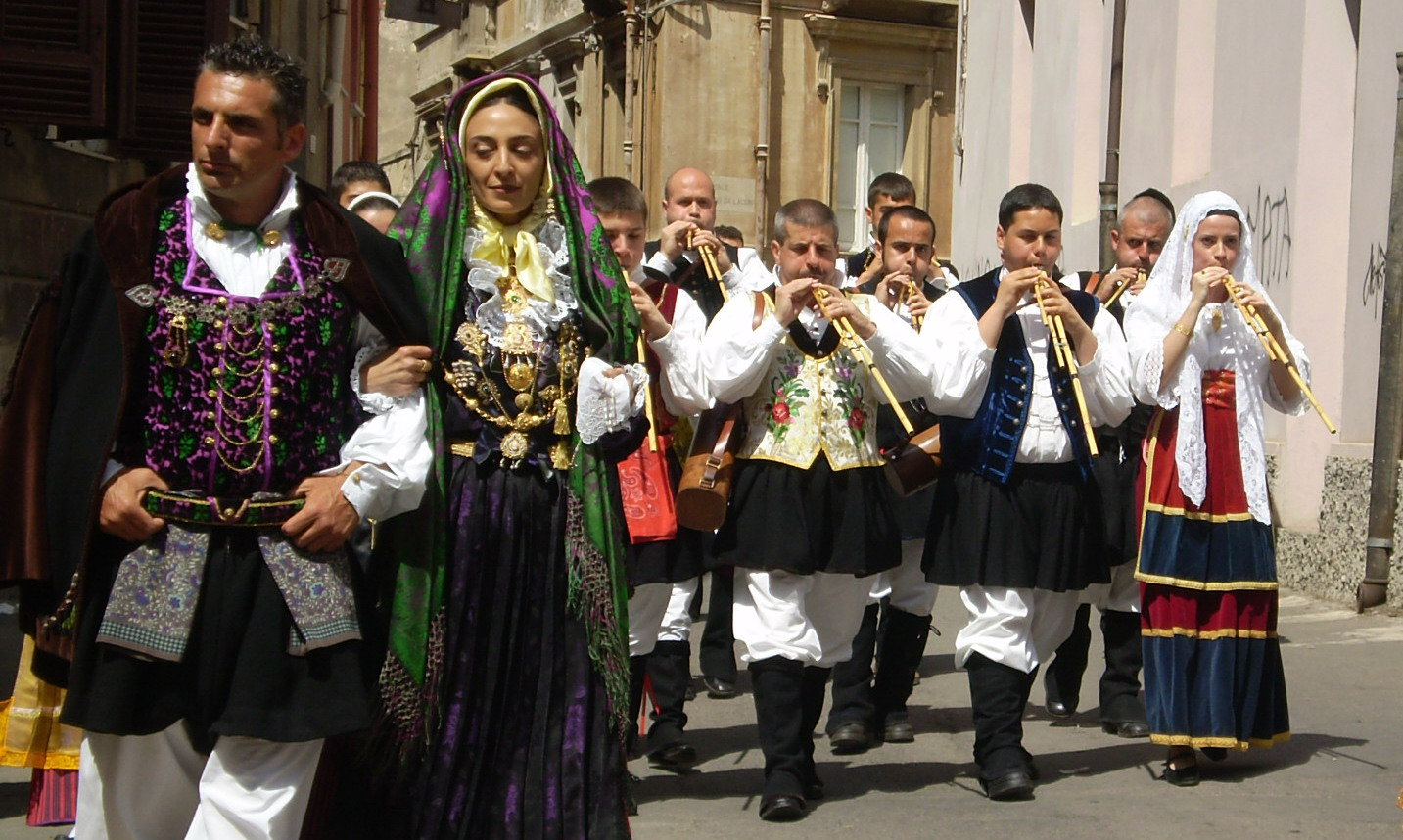
Costumi tradizionali di Pirri

Una delle feste più famose è in onore di Santa Maria Chiara, la cui devozione risale al medioevo, quando nell'attuale parco di Monte Claro, situato nell'omonimo colle, venne ritrovata una statua della Santa ritenuta miracolosa.
Il lunedì dopo Pasqua il simulacro della Vergine viene portato in processione su un cocchio trainato da un giogo di buoi bardati a festa dalla cappella di Monte Claro alla Chiesa di San Pietro Apostolo in Pirri, accompagnata dal suono delle "launeddas", dove viene celebrata la benedizione eucaristica e vengono cantati is gocius in lingua sarda, il canto celebrativo in onore della Vergine. Il martedì dopo Pasqua il simulacro della Vergine viene portato in solenne processione per le vie del paese, sempre su un cocchio trainato da buoi e accompagnata dal suono delle launeddas, al termine della quale viene celebrata la messa solenne. All'ottava di Pasqua un'ultima breve processione con i simulacri di Santa Maria Chiara e del Cristo Risorto, portati a spalla, percorre le vie del paese a concludere le celebrazioni.

## Cultura

### Istruzione

#### Biblioteche
Nella municipalità è presente dal 2010 una biblioteca comunale del comune di Cagliari in via Santa Maria Goretti, nel quartiere di San Giuseppe-Santa Teresa-Parteolla. I locali sono dotati di ampi spazi, con una sala principale comprende i libri destinati al prestito o alla consultazione, postazioni con computer che consentono di accedere ai cataloghi online e un servizio internet gratuito. La mediateca dispone di quattro postazioni informatiche che permettono la navigazione gratuita in internet, una vasta collezione di documenti multimediali destinati al prestito e una selezione di testate nazionali ed internazionali consultabili negli spazi relax. L'emeroteca permette la consultazione di una vasta selezione di periodici nazionali e regionali, quotidiani e riviste. Sono presenti sezioni dedicate ai bambini under-13 e ai giovani under-21.

#### Scuole
Nel territorio municipale sono presenti diversi istituti comprensivi per la scuola primaria e secondaria, come la sede a Is Bingias, a San Giuseppe e in via Santa Maria Chiara. A Terramaini invece è presente un polo di più recente costruzione, dei primi anni 2000 per gli istituti superiori, nello specifico due professionali e un istituto tecnico. Un secondo istituto tecnico è presente in via Montecassino.
Sempre a Terramaini poi, dagli anni settanta è presente una sede del convitto nazionale Vittorio Emanuele II, storico istituto nazionale con sede centrale in via Giuseppe Manno nel quartiere della Marina. La sede pirrese col tempo è diventata però la principale per quanto riguarda numero di studenti e per via della presenza degli uffici del Rettore e della segreteria.

### Centri culturali
Nel quartiere di edilizia popolare di Santa Teresa, in via Antonio Sanna venne realizzato all’interno del piano d’espansione che interessò la periferia di Pirri, tra il 1984 e il 1987 anche un mercato. Verso la metà degli anni 1990 il mercato venne chiuso e abbandonato a un continuo degrado per circa quindici anni, diventando sede di traffici illegali di sostanza stupefacenti. Grazie al progetto di recupero della Fondazione Domus de Luna, negli anni Duemila venne recuperato e trasformato in un moderno centro di aggregazione utile alla produzione di musica e spettacoli teatrali e alla convivenza sociale degli abitanti del quartiere.

## Geografia antropica

### Quartieri

#### Barracca Manna
Nato abusivamente sulla cima del colle calcareo di Cuccuru 'e Serra intorno agli anni settanta, è stato oggetto di un problema abitativo con la progressiva e deregolamentata crescita. Da decenni il comune di Cagliari lo sta progressivamente dotando dei servizi di prima necessità quali strade, illuminazione e rete fognaria, oltre a un servizio di trasporto pubblico urbano gestito dal CTM con le linee 13 e 15. Il suo nome deriva dalla presenza nel XV secolo di baracche per controllare i campi coltivati, ma son risultati nomi storici come Gecca Luna (dal sardo "porta della luna"). Nel 2001 venne effettuato un referendum tra gli abitanti per la potenziale adozione di un nuovo nome e il vincitore risultò "La Collina". Nonostante ciò, vista anche la non ufficialità del referendum, tale scelta non è mai entrata in vigore e ottenne comunque critiche per via della non storicità del toponimo e la scelta di esso in lingua italiana a differenza dell'originale e storico in sardo. Barracca Manna a sua volta include comunque al suo interno diversi rioni storici: oltre ai già citati Cuccuru 'e Serra e Gecca Luna figurano i rioni di Is Porrus, parte di Is Corrias (considerato quartiere a sé stante) e Seddas.

#### Is Campus-Is Corrias
Nato come Barracca Manna come insediamento abusivo, si trova nella valle del colle opposta al centro cittadino e si estende fino al confine delimitato dalla strada statale 554 Cagliaritana e parte del territorio chiamato Is Corrias è appartenente al comune di Selargius. Si presenta come un insediamento prettamente residenziale di nuova costruzione e a tutt'oggi è sprovvisto di servizi essenziali e si trova in condizioni peggiori del confinante quartiere di Barracca Manna. La parte denominata Is Campus non è ancora dotata di rete fognaria.

#### Villa Doloretta
Sviluppatosi nei campi adiacenti alla Villa Pollini, nota anche come Doloretta, era un nucleo abitato da soli contadini. Oggi la zona è vicina ai maggiori centri ospedalieri di Cagliari e si è notevolmente sviluppata tanto da essere inglobata nel resto della città.

#### Monreale

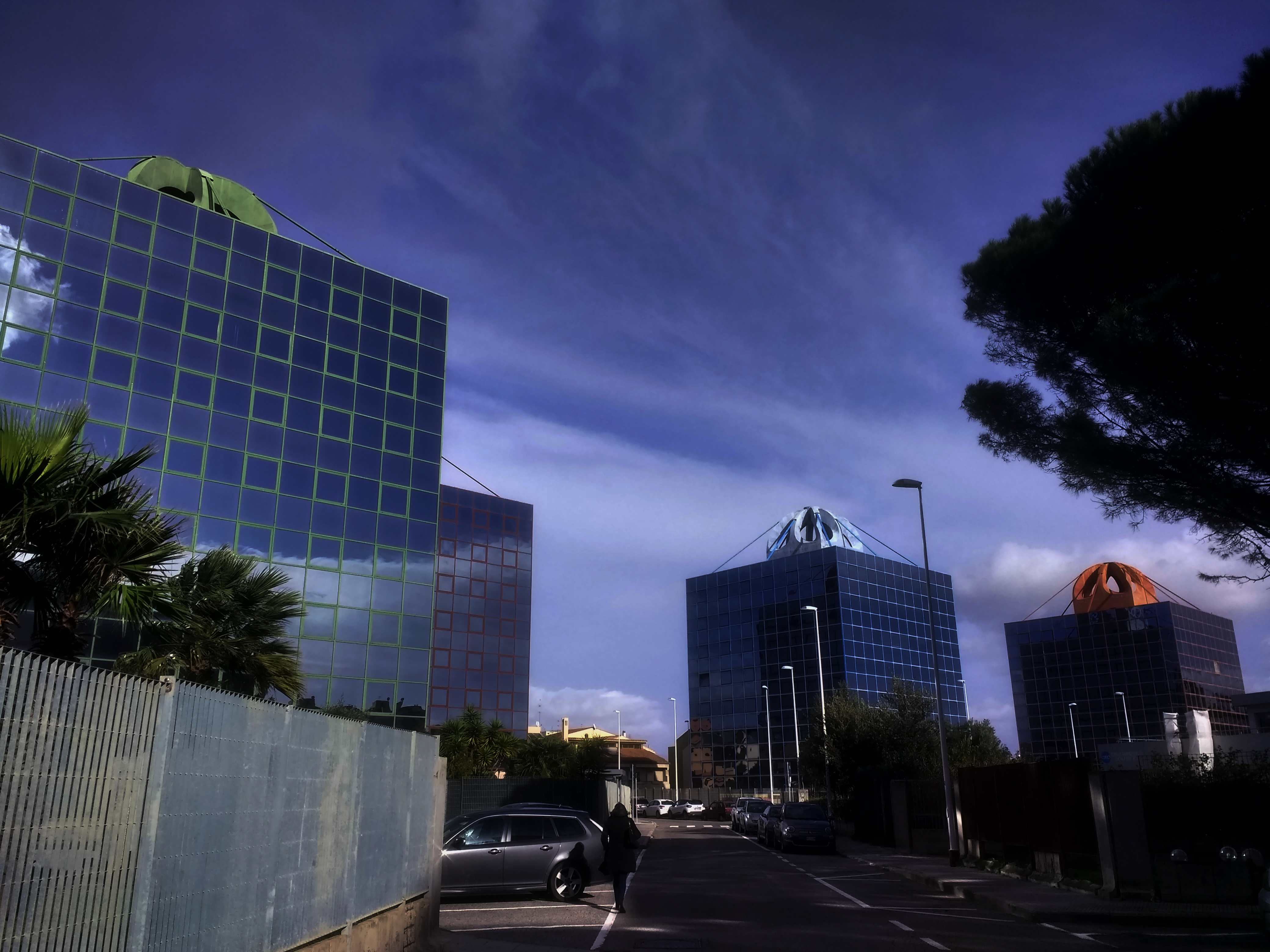
Vista di alcune delle Torri di Monreale, nell'omonimo quartiere

Situato nella zona sud-occidentale della municipalità, è un altro quartiere sorto nella cosa del cosiddetto miracolo economico italiano e quindi principalmente dedicato al sostentamento della crescente espansione demografica. Il simbolo principale del quartiere e di riflesso anche di tutta Pirri sono le Torri di Monreale, chiamati anche impropriamente "grattacieli". Il complesso residenziale situato in via Stamira, che ricopre buona parte del quartiere, comprende dieci torri di vetro caratterizzate da un corpo centrale di sostegno e da una cupola in cima, con esse ognuna di colore diverso. I palazzi, progettati e costruiti tra il 1981 e il 1983 dal costruttore Piergiorgio Fanni, furono ideati come centro direzionale per ospitare sede e uffici del Consiglio regionale della Sardegna oltre che ad uffici privati ed abitazioni. Al termine della costruzione, sin dal dicembre 1983, le torri Rossa e Blu diventarono la sede della Direzione Regionale Sardegna della SIP, in seguito Telecom Italia, e tali rimasero sino ai primi anni 2000 quando la sede venne trasferita nella nuova struttura di via Calamattia, sempre a Pirri. Le strutture, costruite con criteri anti-sismici avveniristici per l'epoca (sebbene l'intera Sardegna non era e non sia soggetta a questi fenomeni naturali) presentarono subito diversi difetti strutturali (piani eccessivamente bassi e temperature non accoglienti né d'estate né d'inverno, con ingenti spese per il riscaldamento e il raffreddamento degli ambienti) e quasi subito i piani iniziali saltarono. Tre torri delle dieci totali non vennero mai terminate e tuttora sono presenti soltanto gli scheletri (una delle tre fu utilizzata come esperimento di ristrutturazione e fu rivestita in mattoni tradizionali, ma non venne comunque terminata) e l'area versa in condizioni di abbandono, soprattutto ai piedi e all'interno delle tre torri non terminate. Nelle torri complicate invece sono presenti diversi uffici funzionanti, sebbene la capienza delle torri sia di fatto sovrastimata e molti ambienti sono quasi sempre rimasti sfitti o invenduti. Tutto intorno invece sono presenti case dell'epoca del secondo dopoguerra e il quartiere è prettamente di carattere residenziale, con solamente un campo sportivo della società Jupiter a fare da servizio generico.

#### San Giuseppe-Santa Teresa-Parteolla

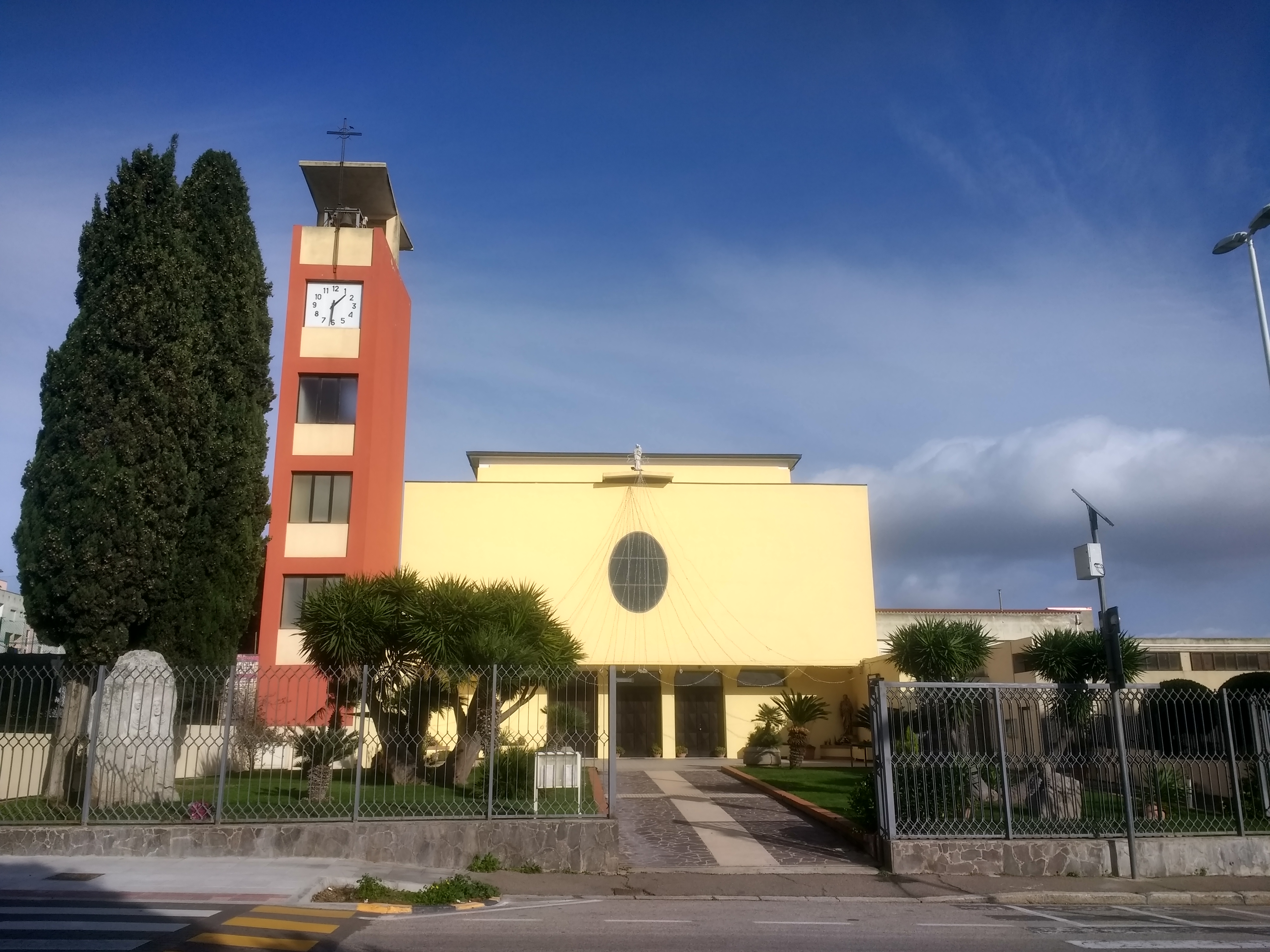
La parrocchia di San Giuseppe in via Enrico Toti, che dà il nome anche al rione

Quartiere adiacente al centro storico, si è notevolmente sviluppato dopo la seconda guerra mondiale. Le due principali vie sono la via Enrico Toti e la via Antonio Ignazio Argiolas, via dedicata al sacerdote e insegnante nato proprio a Pirri nel 1834. La via Enrico Toti collega piazza Italia alla Chiesa di San Giuseppe, parrocchia che dà il nome al quartiere, nonché principale via per il collegamento al quartiere collinare di Barracca Manna. L'area denominata Santa Teresa invece è stata nel secondo dopoguerra destinata ad abitazioni popolari, che sebbene in misura minore rispetto a zone similari a Cagliari, ha portato qualche problema di sicurezza e ordine pubblico. Sempre a Santa Teresa era presente un mercato civico, riconvertito nel 2005 dopo anni di abbandono a centro giovani, chiamato Exmè (crasi di Ex mercato).

#### Is Bingias-Terramaini

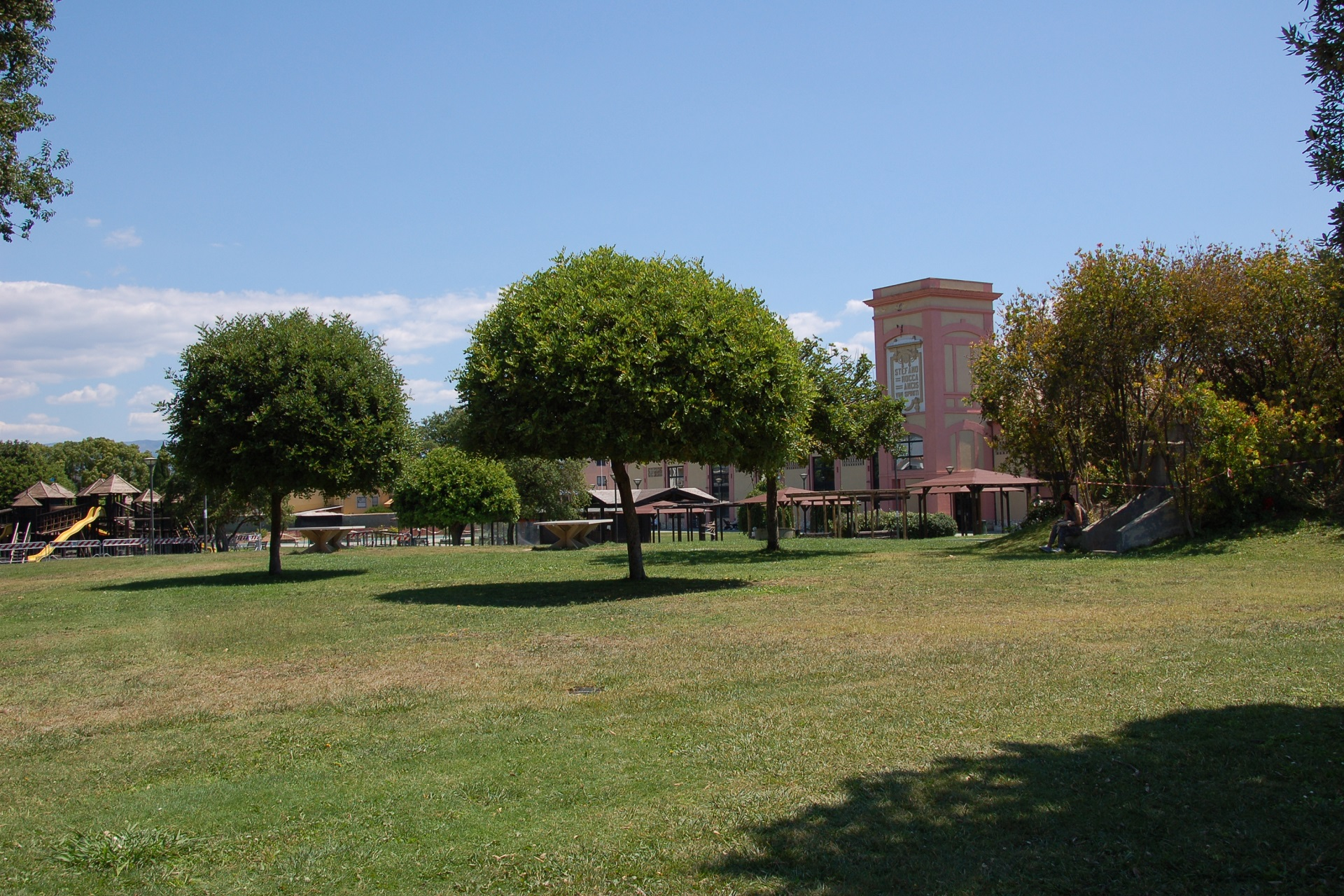
Il parco denominato Ex Vetreria, tra il quartiere di Is Bingias e il centro storico di via Italia

Quartiere di recente urbanizzazione, nonostante la attiguità col centro storico, si è sviluppato progressivamente come quartiere residenziale. La via principale è via Risorgimento, la quale connette la centrale via Italia fino al confine con il Quartiere Europeo, all'altezza della fermata della linea 1 della Metrocagliari Vesalio. La parte chiamata Is Bingias è quella che ha avuto una prima urbanizzazione intorno al cimitero di Pirri, fino al primo dopoguerra ancora fuori dal centro cittadino, mentre nella parte più nuova, appunto chiamata Terramaini e ancora non ad uso residenziale sono sorti un grosso centro commerciale Spazio Conad (in cui è presente l'altra fermata pirrese della Metrocagliari Centro Commerciale), la Piscina Sicbaldi, unica piscina olimpionica da 50 metri nel comune di Cagliari e un'area sportiva dotata di campi da calcio e all'occorrenza di football americano e una rimessa per le società locali di canoa e canottaggio. Il più grande, chiamato Terramaini, dal nome dell'area attraversata dal canale Terramaini-Mammarranca, si sviluppa attorno ad uno specchio d'acqua stagnante appartenente al compendio del parco naturale regionale Molentargius-Saline, e su cui periodicamente è possibile anche avvistare esemplari di fenicottero rosa. Il secondo è chiamato Ex Vetreria ed è nato nel 2006 dopo una ristrutturazione iniziata nel 2000 di un'area abbandonata in cui si producevano, oltre manufatti in vetro come suggerisce il nome e tuttora son conservati i forni, soprattutto vini e distillati. Il parco include anche un mini anfiteatro all'aperto e un teatro, oltre a locali addetti alla ristorazione.

#### Monteleone-Santa Rosalia

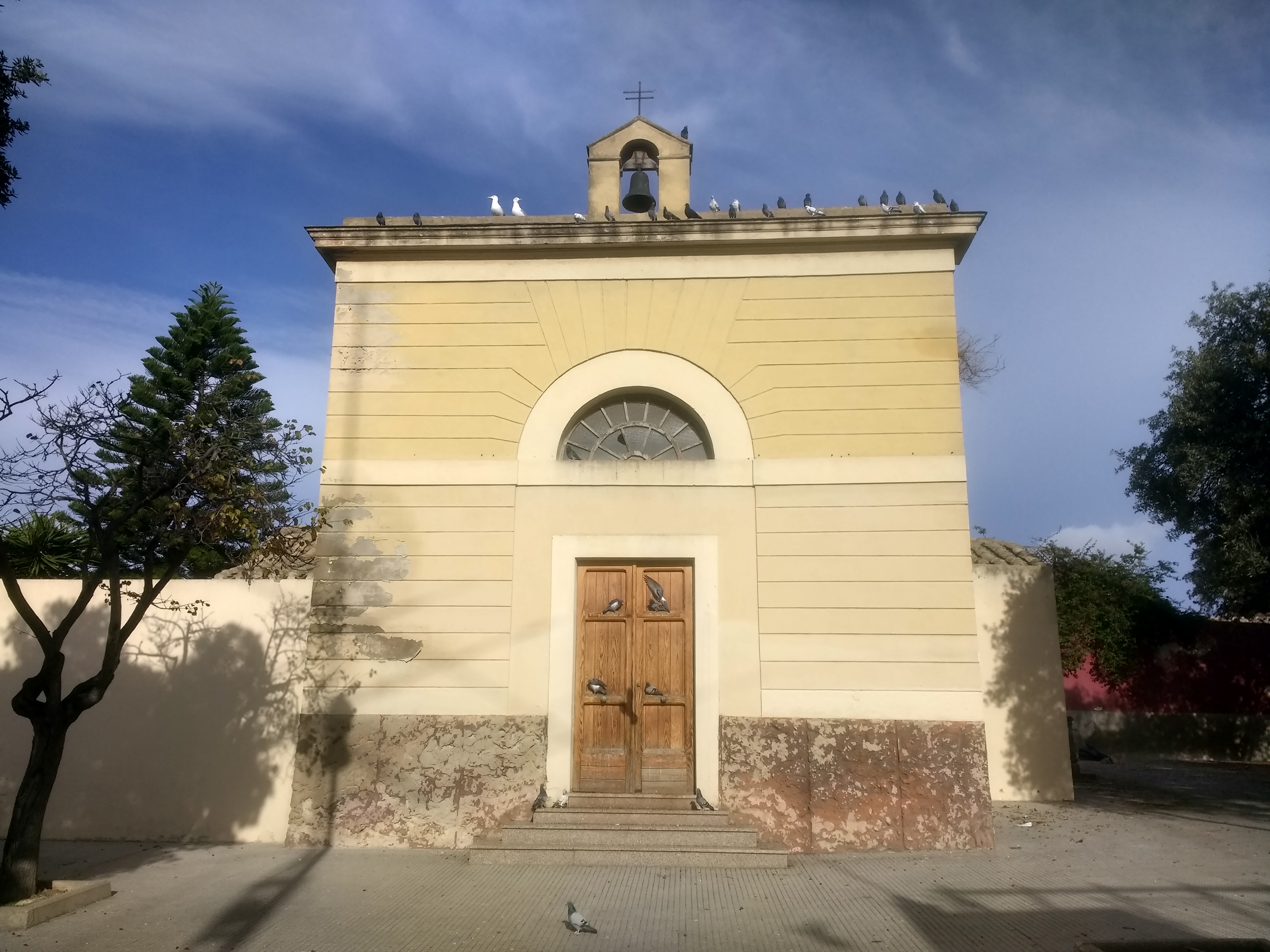
La chiesa di Santa Rosalia, la quale dà il nome al quartiere su cui sorge

Il quartiere è il principale e più antico nucleo del centro storico di Pirri andatosi a sviluppare attorno alla chiesa di San Pietro Apostolo. Include le vie principali del centro abitato come la via Italia e relativa piazza, e le sue direttrici principali di collegamento con il capoluogo quali la via Santa Maria Chiara, la via Alberto Riva Villasanta e la via Balilla. Il quartiere è la parte altimetricamente più bassa della municipalità e questo fa sì che sia costantemente a rischio inondazioni e alluvioni, anche per via del bacino idrogeologico cittadino che vede le citate vie anche come principali direttrici dell'acqua piovana che poi si immettono, o provano a farlo, nel canale di Terramaini. Il compluvio delle acque pluviali fu infatti completamente alterato dall'urbanizzazione dell'area avvenuta nel XX secolo, che drena le acque provenienti dal bacino imbrifero che nasce nell'altura di piazza d’Armi a Cagliari. Da diversi anni il comune studia soluzioni per la salvaguardia dell'area e la prevenzione dalle inondazioni attraverso la costruzione di vasconi per la raccolta dell'acqua piovana e di nuovi canali sotterranei.

## Economia

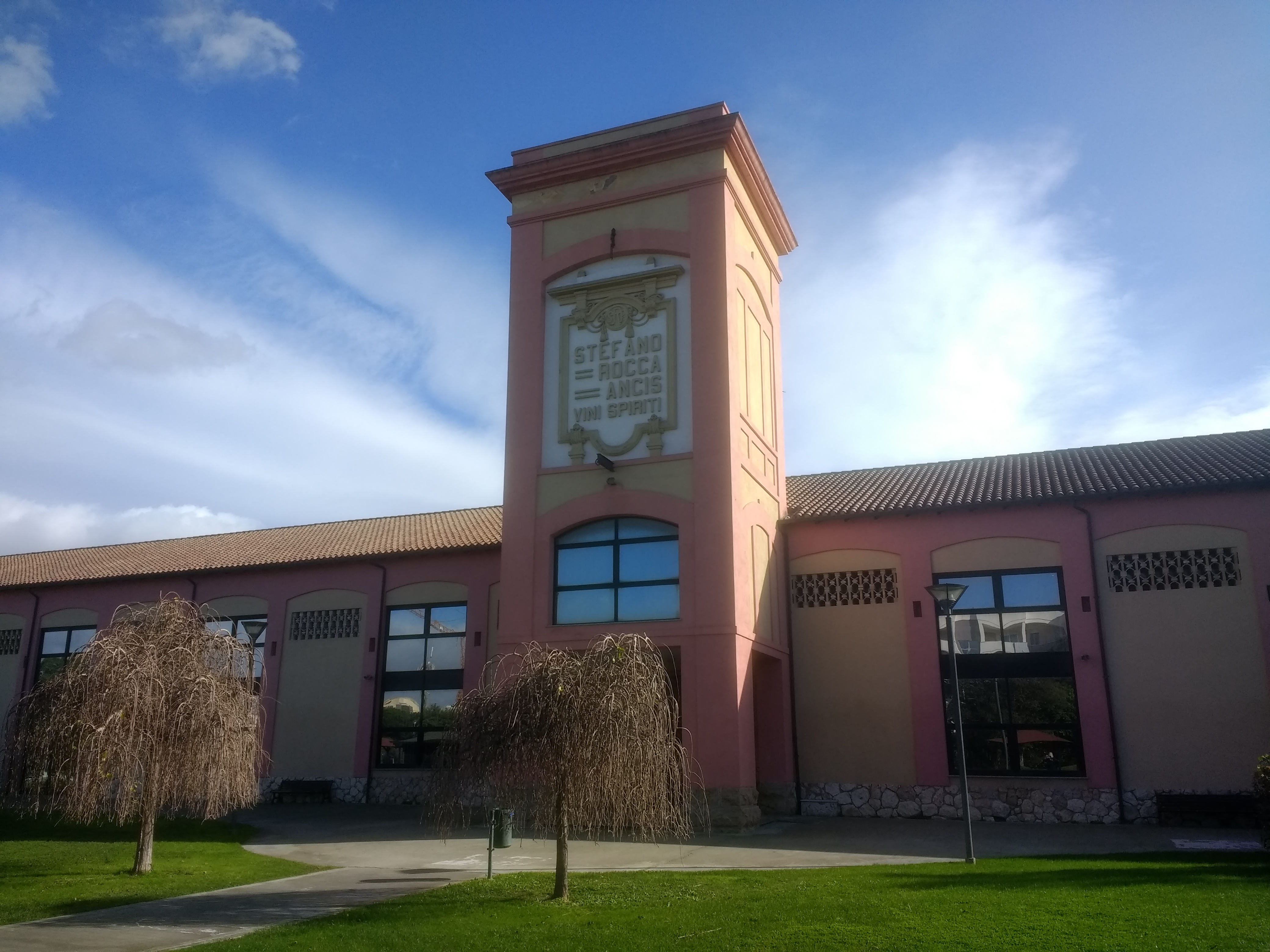
Facciata dell'ex Distilleria Rocca-Ancis all'interno del parco della Vetreria

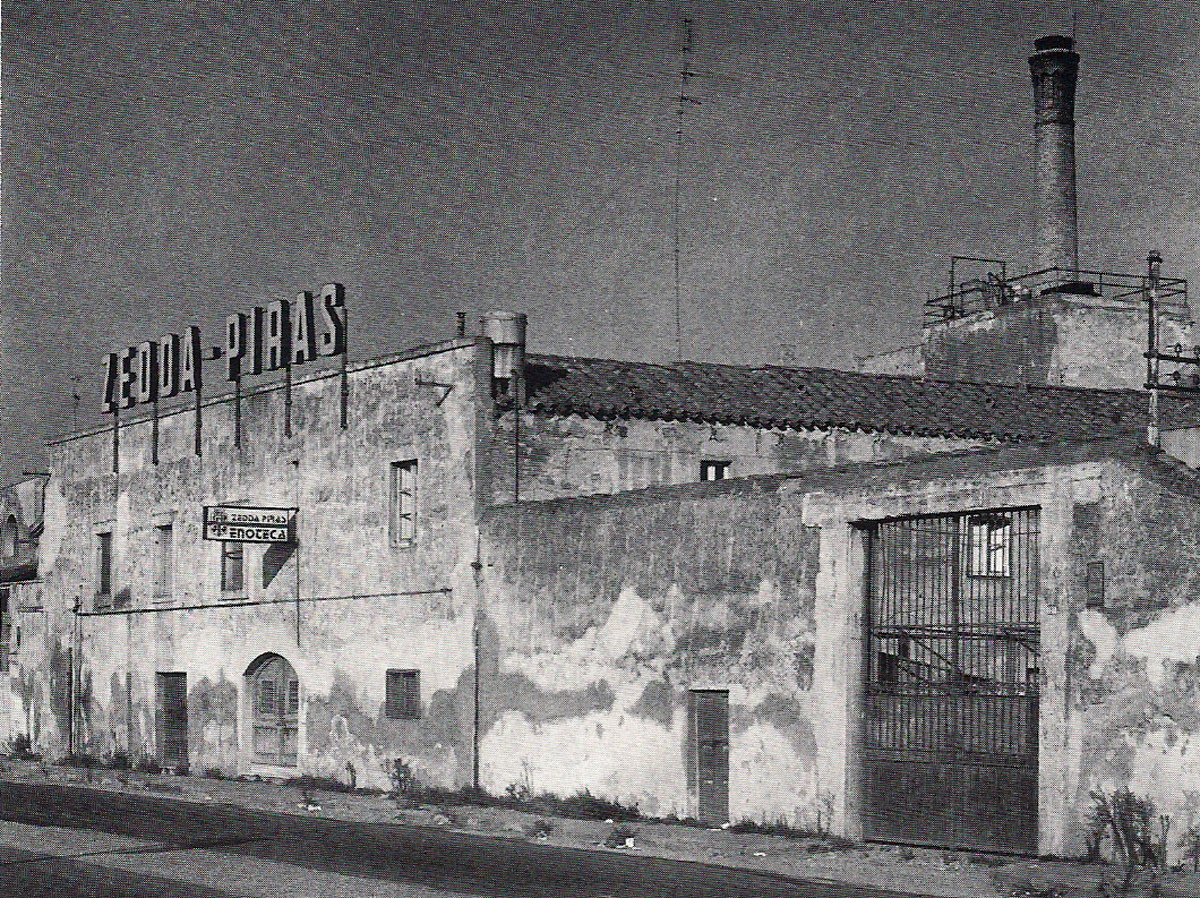
Stabilimento della Zedda Piras, azienda di liquori nata a Pirri e con sede in viale Ciusa, risalente agli anni '60

Storicamente il centro abitato nacque come agglomerato a supporto delle attività agricole dei territori non urbanizzati nella periferia della città di Cagliari. Tale aspetto può mostrarsi anche nel tipo di abito tradizionale tuttora sfoggiato nelle manifestazioni del folclore cittadino.  Contestualmente, fin dal periodo del dominio pisano gli abitanti di Pirri e dei paesi vicini furono chiamati coattivamente al lavoro nelle saline degli stagni Major (lo stagno di Molentargius) e di Riba (lo stagno di Quartu), le due principali fonti di sale della Sardegna. I villaggi limitrofi agli stagni fornivano la maggior parte dei lavoratori e dei carri necessari al trasporto del sale fino ai magazzini o al porto di Cagliari. Gli abitanti del capoluogo erano invece esenti dal massacrante e mal retribuito lavoro nelle saline, per questo motivo i villaggi posti nella zona d'influenza degli stagni subirono un periodo di spopolamento. Diverse ordinanze del re aragonese cercarono di porre fine all'esodo, che aveva provocato un calo del numero di lavoratori impiegati nella raccolta del sale.
La vocazione agricola invece rimase fino alla metà dell'Ottocento Da lì in poi, nel XIX secolo fino ai primi del XX secolo il centro è diventato, assieme soprattutto alla vicina Monserrato, ma anche a Selargius e Quartu Sant'Elena, fulcro dell'attività vinicola del cagliaritano con una vocazione sempre più industriale, grazie anche alla presenza di impianti che consentivano al produttore di vinificare direttamente il raccolto delle proprie vigne presenti nel territorio. Ancora oggi, anche se poche, percorrendo le vie del centro storico si intravedono alcune case patronali e le antiche case dei proprietari vinicoli e l'ultima distilleria delle circa dieci esistenti. L'attività vinicola è stata per un lungo periodo la maggiore attività economica e intorno ad essa ruotava un grosso indotto di trasportatori, contadini e commercianti. Nei primi anni del XX secolo il settore si industrializzò sempre di più: diversi produttori, anche per far fronte comune al problema della filossera che attaccò le rispettive vigne, si misero in società fino al fondare la Vinalcool (da cui nacque poi anche la Birra Ichnusa) e che ebbe a Pirri gli stabilimenti. Sempre in questo periodo Francesco Zedda Piras, che ereditò le vigne dal padre, sviluppò l'omonima azienda che tuttora produce uno dei più famosi mirti anche fuori Sardegna e che ebbe fino agli anni'80 lo stabilimento alle porte dell'abitato. A testimonianza di questa vitale presenza del settore vinicolo c'è il toponimo Is Bingias, che in lingua sarda vuol dire proprio Le vigne.
A causa del progressivo fallimento del settore vinicolo, il quale ha comunque resistito nella confinante Monserrato, Pirri ha perso progressivamente quella vocazione agricola che aveva sempre mantenuto. La trasformazione definitiva è poi avvenuta con la crescente urbanizzazione sia dell'abitato in sé, che dell'espansione a nord di Cagliari, arrivando fino ai confini dell'ormai frazione, cingendola completamente e portando così Pirri ad essere un agglomerato residenziale a servizio del capoluogo con la classica connotazione periferica delle grandi città.
Dagli anni'80 si è provato a decentralizzare alcuni servizi del terziario dal centro di Cagliari a Pirri, con la costruzione del centro direzionale di Monreale, ma con scarso successo.

## Infrastrutture e trasporti

### Strade

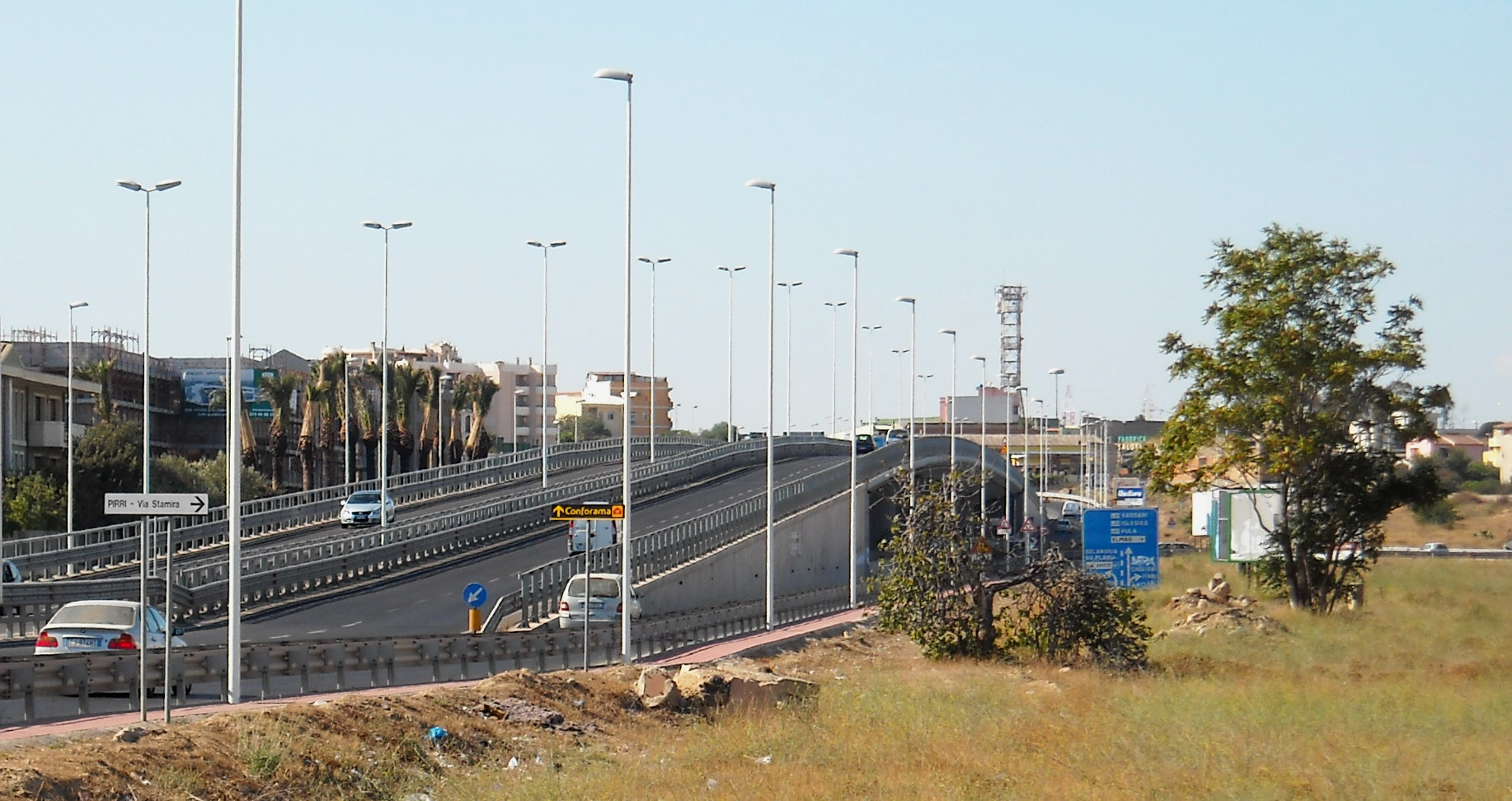
L'uscita per Pirri dell'Asse Mediano di Scorrimento

La municipalità è accessibile per chi arriva dal nord della Sardegna o dalla zona Sud di Cagliari attraverso l'Asse Mediano di Scorrimento (che segna anche il confine fisico della municipalità con Cagliari) il quale ha due uscite nella zona sud nelle vie Santa Maria Chiara e Alberto Riva Villasanta e una a nord presso la via Stamira. Le vie Santa Maria Chiara e Alberto Riva Villasanta sono le direttrici urbane principali verso Cagliari, connettendosi rispettivamente con le vie Cadello e Ciusa, le quali proseguono per il centro storico del capoluogo sardo. Le due vie si congiungono all'altezza di piazza Italia, piazza principale del centro storico pirrese, e si immettono nella via Italia, asse principale dell'abitato e che arriva fino al confine con il comune di Monserrato dividendosi nelle vie Caracalla e Cabras. Trasversalmente, da piazza Italia, parte l'altra principale direttrice verso nord-est, la via Enrico Toti, la quale termina nel quartiere di Barracca Manna, già periferia della municipalità. A cingere tale quartiere c'è la strada statale 554 Cagliaritana, confine nord della municipalità, con accessi a raso per il quartiere di Is Corrias. La via Francesco Vesalio infine è la strada urbana a quattro corsie che delimita il confine sud.

### Mobilità urbana
Pirri è servita dagli autobus dell'azienda di trasporto pubblico locale cagliaritana CTM.

### Ferrovie

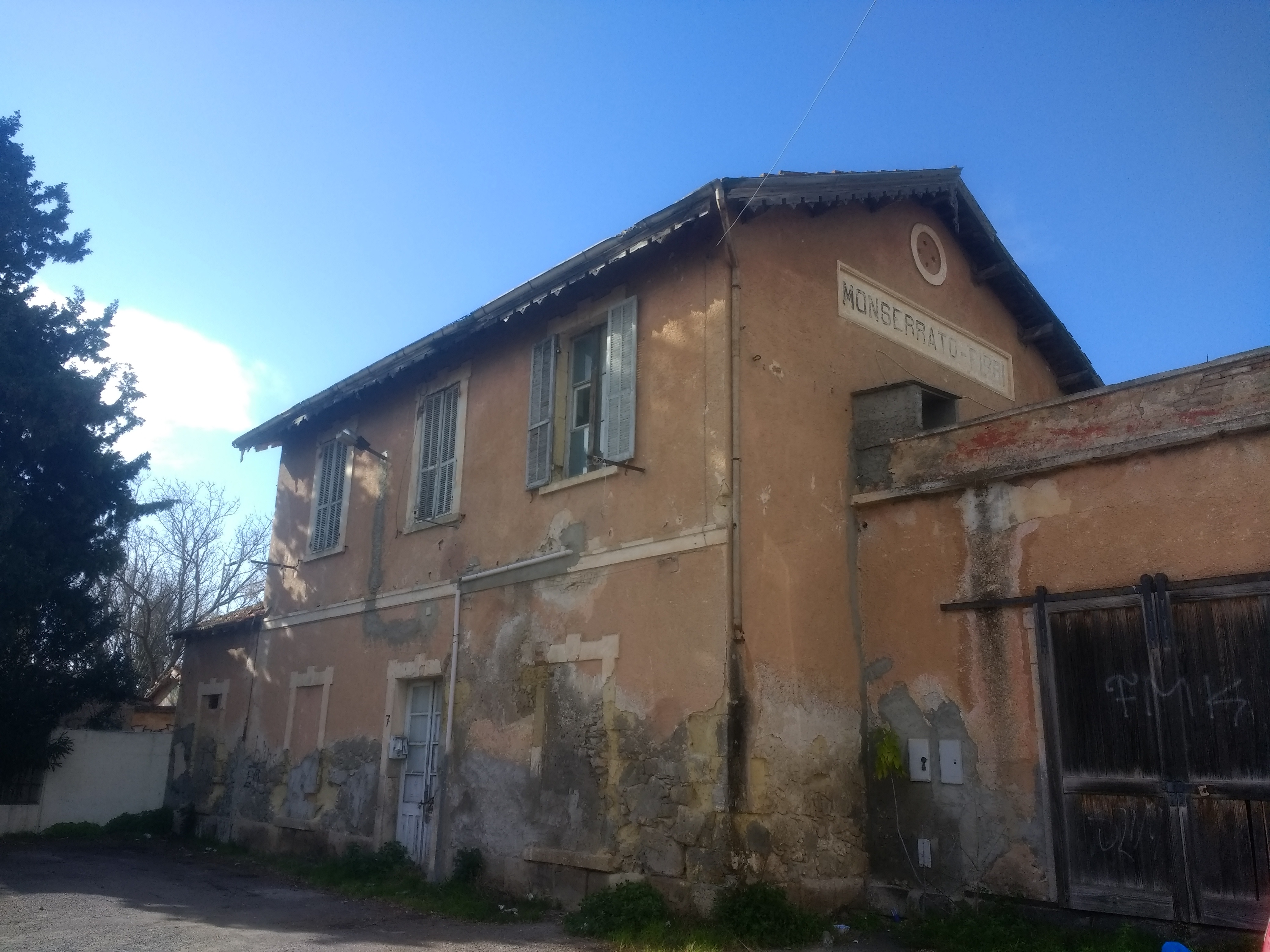
Il fabbricato viaggiatori della stazione di Cagliari-Pirri nel 2019, oramai abbandonato. Nella facciata laterale si legge il nome precedente della fermata: Monserrato-Pirri

Dal 1893 al 2008 Pirri fu attraversata dalla ferrovia Cagliari-Isili gestita dalle SSFS in origine, divenuta Ferrovie Complementari della Sardegna e poi successivamente Ferrovie della Sardegna e che vide in transito treni dapprima a vapore e in seguito diesel. La frazione, e prima ancora da comune autonomo, ebbe quindi una sua stazione ferroviaria, la Stazione di Cagliari-Pirri, dotata anche di un fabbricato viaggiatori e attraversata da doppio binario a scartamento ridotto. Con la crescente urbanizzazione la regione Sardegna decise di costruire due ulteriori stazioni, non in territorio pirrese ma che servivano il sempre più crescente abitato periferico, la stazione di Cagliari Via Vesalio attivata nel 1994 per servire la neonata cittadella finanziaria sede dell'Agenzia delle entrate e la stazione di Cagliari Città Mercato Marconi due anni dopo per servire il centro commerciale (allora a marchio Città Mercato del Gruppo Rinascente).
Visto che ormai la ferrovia tradizionale servita da treni a trazione termica passava in pieno centro abitato, negli anni 2000 la linea venne elettrificata fino a Monserrato e nel 2008 venne integrata nella rete tranviaria di Cagliari. Le stazioni in via Andrea Vesalio e del centro commerciale vennero trasformate in fermate tranviarie, mentre la costruzione di una fermata tranviaria in via Caracalla a meno di cento metri dalla stazione di Cagliari-Pirri portò alla chiusura definitiva di quest'ultima. Il fabbricato viaggiatori rimane ancora lì presente tutt'oggi, seppur con ogni accesso sbarrato, con i tram che passano nella stessa linea lì a fianco.

## Amministrazione
(Art. 42 comma 1 dello Statuto del comune di Cagliari)

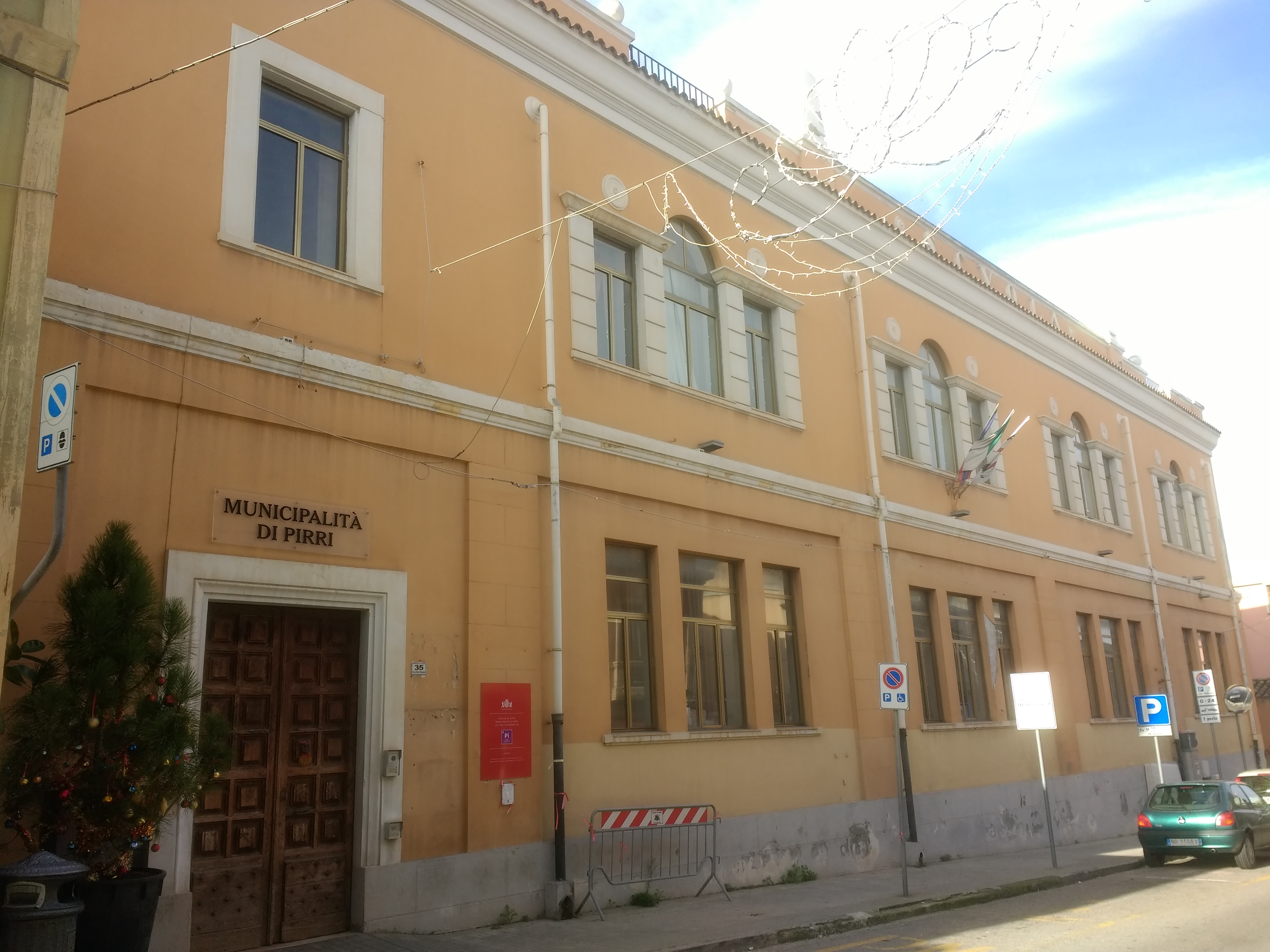
Il palazzo della municipalità di via Alberto Riva Villasanta

Nel 2006 all'ex Circoscrizione di Pirri venne devoluta maggiore autonomia amministrativa ed economica, venne concessa la possibilità di formazione di un consiglio autonomo e contestualmente venne mutato il nome in municipalità di Pirri. Essa è regolamentata con il Capo VI dello statuto del comune di Cagliari, il quale con gli articoli dal 41 al 46 definisce l'unica entità autonoma del comune di Cagliari. Contestualmente, il regolamento della municipalità di Pirri disciplina l’organizzazione e la funzione di essa.
La municipalità ha funzioni di:
- Proposta: ha facoltà di formulare proposte di deliberazione al Consiglio o alla Giunta Comunale di Cagliari.
- Consultazione e programmazione: esprime parere consultivo obbligatorio in ordine alle proposte di deliberazione all'esame del Consiglio Comunale che interessano direttamente la municipalità tra le quali modifica dello statuto, regolamento e il PUC.
- Promozione della partecipazione popolare: promuovere consultazioni tra i cittadini su questioni di particolare interesse per la municipalità e referendum consultivi.
- Gestione dei servizi di base: ovvero la gestione dei Servizi demografici, Servizi Tecnici (Edilizia Privata, Edilizia Pubblica, Servizi Tecnologici, Strade, Viabilità e Traffico, Verde Pubblico e Ambiente), Patrimonio, Servizi Sociali e Sport, Turismo, Attività culturali e Servizi Scolastici.
- Esercizio delle competenze delegate

Organi municipali sono il Presidente, eletto a suffragio universale a turno unico, il Consiglio della municipalità, composto da 19 membri più il Presidente, il Consiglio di Presidenza, organo ristretto del precedente, e l'Ufficio di Presidenza, nominato dal Presidente da cui riceve le deleghe amministrative.

### Il Consiglio della municipalità
Il Consiglio, formato dal Presidente e da 19 consiglieri, è l'organo di indirizzo e controllo politico–amministrativo e rappresenta le esigenze della popolazione della municipalità nell'ambito dell’unità del comune. Esso è eletto a suffragio universale e diretto contestualmente alla elezione del Presidente della municipalità, in un unico turno elettorale, contemporaneamente al consiglio comunale e dura in carica per un periodo equivalente a quello del consiglio stesso, anche in caso di scioglimento anticipato. Sebbene un candidato possa essere inserito in una lista per ciascuna elezione, c'è incompatibilità tra i ruoli di consigliere della municipalità e consigliere comunale. Il Consiglio della municipalità è eletto con premio di maggioranza di almeno 11 consiglieri a favore della lista collegata al Presidente.
Il Consiglio è eletto dai residenti della municipalità, ovvero gli iscritti alle sezioni elettorali della stessa, ma i candidati possono essere residenti in qualsiasi comune. Ciascuna lista elettorale è collegata ad un candidato presidente, ma l'elettore può esprimere un voto ad un consigliere e a un candidato presidente collegato ad un'altra lista, consentendo quindi il voto disgiunto.

### Il Presidente della municipalità
Il Presidente della municipalità è l’organo responsabile dell’Amministrazione della municipalità, ha diritto di intervento nelle discussioni del consiglio comunale attinenti alle problematiche del territorio della municipalità e segue la procedura di attuazione, in collaborazione con gli assessori comunali competenti, delle deliberazioni del consiglio comunale che riguardano la municipalità, oltre ad aver facoltà di presenziare al Consiglio Comunale, con diritto di parola, per gli argomenti strettamente riguardanti la municipalità. Il presidente e i due vice presidenti costituiscono il Consiglio di Presidenza della municipalità. L’ufficio di presidenza è l’organo esecutivo della municipalità di Pirri. È composto dal presidente e da tre componenti nominati dal presidente stesso tra i consiglieri della municipalità.
Il Presidente e il Consiglio della municipalità sono legati da voto di fiducia, chiamandosi le elezioni anticipate qualora questo si spezzi. Gli organi municipali sono comunque in ogni caso rinnovati quando ciò succeda per gli organi comunali cagliaritani.

#### Presidenti della municipalità
Le elezioni del Consiglio Comunale di Cagliari e quelle della municipalità di Pirri, seppur tenute nello stesso momento e con le medesime liste, sono tra loro totalmente autonome ed eleggono figure incompatibili tra loro. Considerando poi che il corpo elettorale è diverso, essendo quelle della seconda elezione limitato al territorio pirrese, non è escluso che la maggioranza vincente delle due elezioni siano di due parti politiche opposte. Questa possibilità è avvenuta per due volte su cinque elezioni dall'istituzione della municipalità. Maria Laura Manca finora è stata l'unica presidente per due mandati, essendo stata eletta nel 2019 e confermata nel 2024.
| Nº | Nome              | Mandato        | Mandato        | Coalizione                       | Giunta comunale |
| Nº | Nome              | Inizio         | Fine           | Coalizione                       | Giunta comunale |
| -- | ----------------- | -------------- | -------------- | -------------------------------- | --------------- |
| 1  | Antonio Melis     | 11 giugno 2006 | 29 giugno 2011 | FI–AN–UDC–UDS–RS–Civiche         | Centro-destra   |
| 2  | Luisella Ghiani   | 29 giugno 2011 | 29 giugno 2016 | PD–SEL–IdV–Verdi–RC–CI–Rossomori | Centro-sinistra |
| 3  | Paolo Secci       | 29 giugno 2016 | 16 luglio 2019 | FI–FdI/AN–RS–Civiche             | Centro-sinistra |
| 4  | Maria Laura Manca | 16 luglio 2019 | 20 aprile 2024 | PD–CPS–Civiche                   | Centro-destra   |
| 4  | Maria Laura Manca | 17 giugno 2024 | in carica      | PD-Prog.-AVS-PSI-Civiche         | Centro-sinistra |

### Il Palazzo della municipalità
La municipalità di Pirri ha come sede il Palazzo Civico situato in via Alberto Riva Villasanta e presso di esso si tengono le adunanze del Consiglio, si riuniscono le commissioni di lavoro e hanno sede i gruppi consiliari, oltre ad essere ivi presenti gli uffici dei servizi devoluti con il decentramento.

## Sport

### Calcio

Esultanza del "G.S. Pirri", vincitrice del campionato di Promozione Sardegna 1984-1985, e con il quale ottenne la promozione nella quarta divisione nazionale al campo sportivo Cogoni di via Santa Maria Goretti a San Giuseppe, oggi in stato di abbandono

Il Gruppo Sportivo Pirri, esistito fino ai primissimi anni 2000, è stata la principale realtà calcistica dell'abitato. I colori sociali erano il rosso e il blu e lo stemma era uno scudo coi quattro mori con una scritta "G.S. Pirri" nella parte superiore. Raggiunse il suo apice negli anni 1980, quando vincendo due campionati di Promozione, al tempo il massimo campionato regionale, conquistò la possibilità di disputare per due volte il Campionato Interregionale (l'attuale Serie D) nel 1985-1986, in un girone comunque completamente composto da squadre sarde, e nel 1989-1990, inserita nel girone sardo-laziale, con il nome Mobil Clam Pirri per via della sponsorizzazione con uno storico mobilificio locale. Una volta retrocesso, fece con la riforma dei campionati e l'introduzione dell'Eccellenza, il doppio salto all'indietro andando a militare in Promozione: nel 1995 si fuse con la Sigma, società cagliaritana del quartiere Fonsarda, diventando Pirri Sigma. Sfiorò il ritorno in Eccellenza nel 1998, piazzandosi seconda, ma poi retrocedette nel 2000, cessando così definitivamente le attività.
Negli anni '40 esisteva un'altra formazione locale: questa nel 1944-1945 disputò il Campionato Regionale Sardo di Prima Divisione. Visti gli impedimenti logistici causati dalla seconda guerra mondiale, ad esso partecipò anche l'attuale Cagliari Calcio. Nel girone iniziale la principale squadra di Cagliari si impose 4-1 al campo di via Pola e 2-1 a Pirri. Il ritiro dal campionato della Torres di Sassari fece sì che al Pirri fu concesso lo spareggio, poi vincente, contro la Tharros di Oristano per la qualificazione al girone finale. Nella fase finale, un girone a cinque squadre (Cagliari, Sardegna, Carbonia e Ozieri), la compagine pirrese terminò al secondo posto dietro soltanto al Cagliari, contro il quale ottenne anche un pareggio per 1-1.

### Impianti sportivi
Lungo la sponda meridionale del riu Saliu, al confine con il comune di Monserrato è situata la piscina olimpionica Terramaini, unica vasca da 50 metri al coperto di Cagliari (l'unica altra presente di tali dimensioni è quella scoperta del circolo Rari Nantes Cagliari). Situato adiacente al parco omonimo e inaugurato nel 2006,  l'impianto è intitolato a Giambattista Sicbaldi, atleta pirrese che nel 1968 vinse il titolo di campione mondiale di immersione in apnea in acqua dolce. La struttura presenta due vasche: una olimpica a 8 corsie per le attività del nuoto, della pallanuoto e del nuoto sincronizzato, e una vasca fisioterapica per l’avviamento al nuoto e per l’idroterapia. L'impianto è stato un Centro Permanente per la preparazione di alto livello della Federazione Italiana Nuoto.
Nel 1920, sempre nella zona nord-orientale al confine con Monserrato, venne costruito un velodromo con pista in terra battuta denominato Argiolas, dal cognome del proprietario del terreno, e colloquialmente noto con la denominazione in lingua sarda "Sa Pista". Si svolsero gare regionali e anche nazionali, tanto da ospitare ciclisti come Costante Girardengo, Gaetano Belloni, Lauro Bordin e Alfonsina Strada, prima ciclista donna a partecipare al Giro d'Italia. Nove anni dopo venne costruito anche un campo da calcio al suo interno che ospitava le partite di calcio della prima formazione del Pirri, e utilizzato anche per manifestazioni di atletica e educazione fisica, facendolo diventare quindi un campo polisportivo. Resistette una trentina d'anni fino alla demolizione a metà degli anni 1950, e al suo posto gli stessi Argiolas edificarono i locali per la produzione vinicola di famiglia. La presenza del velodromo contribuì in quegli anni a creare comunque una florida cultura ciclistica che fece emergere corridori come Ignazio Aru, pirrese di nascita, il quale arrivò anche vicino alla vittoria del Giro di Sardegna nel 1960, nella quale rimase in testa nella classifica generale fino all'ultima tappa per poi terminare secondo dietro il campione belga Rik Van Looy.
Sempre per quanto riguarda il calcio, il G.S. Pirri disputava invece le partite al campo sportivo Cogoni, dietro la chiesa di san Giuseppe nell'omonimo quartiere: un semplice impianto dotato di campo in terra battuta, singola tribunetta e locale spogliatoi, ma che comunque ospitò due campionati di interregionale. Con il cessare delle attività della società il campo non ospitò più incontri ed è tuttora in stato di abbandono.